# Kumba, Kamerun
Kumba är en stad i sydvästra Kamerun, och ligger i Sydvästra regionen. Folkmängden uppgick till 144 268 invånare vid folkräkningen 2005. Viktiga näringar i staden är handel med kakao, oljepalmer och timmer.